# Aeroportul Mukeiras
Aeroportul Mukeiras (IATA: UKR, ICAO: OYMS) este un aeroport din مكيراس⁠(d), Guvernoratul Ta'izz, Yemen ce deservește zona Mukayras⁠(d).
Situat la o altitudine de 2.042 m, aeroportul dispune de o singură pistă.